# Vůz WLAB821, 822 ČD
Vozy WLAB821, číslované v intervalu 52 54 70-40, a WLAB822, číslované v intervalu 51 54 70-80, jsou řadami lůžkových osobních vozů první a druhé třídy z vozového parku Českých drah Všechny tyto vozy (135–185 a 186–218) byly pro tehdejší Československé státní dráhy vyrobeny v Waggonbau Görlitz v letech 1981–1985.

## Technické informace
Jsou to neklimatizované lůžkové vozy typu UIC-Y o délce 24 500 mm. Vozy WLAB821 mají podvozky typu Görlitz Va vybavené špalíkovými brzdami. Jejich nejvyšší povolená rychlost je 140 km/h. Byly dodány s dvěma páry podvozků, jedním pro rozchod 1 435 mm a druhým pro široký rozchod 1 520 mm používaný nejen ve státech bývalého Sovětského svazu, kam tyto vozy měly zajíždět. Vytápění je zajišťováno kombinovaným kotlem na elektřinu a tuhá paliva.
Vozy WLAB822 mají podvozky Görlitz V, případně Görlitz Va o rozchodu 1 435 mm se špalíkovými brzdami. Jejich nejvyšší povolená rychlost byla 140 km/h. Ta byla později zvýšena na 160 km/h a v druhé polovině roku 2012 opět snížena na 140 km/h. Pro vytápění je použit kombinovaný kotel na elektřinu a naftu.
Vozy mají dva páry vnějších nástupních zalamovacích dveří. Mezivozové přechodové dveře jsou manuálně posuvné do strany. Okna těchto vozů jsou polostahovací.
Obě řady mají deset oddílů celkem o 30 lůžkách. Pět oddílů je první třídy, zbylých pět druhé třídy. Jediný rozdíl mezi oddílem první a druhé třídy je, že do oddílů první třídy se prodávají jen dvě jízdenky.
Nátěr je přes okna modrý a zbytek vozu je bílý.

## Modernizace
V rozmezí let 2005–2008 bylo 18 vozů řady WLAB821 rekonstruováno na řadu WLABee824. Do vozů byl dosazen CZE a byla provedena oprava interiéru.

## Provoz
Vozy WLAB821 již nejsou od grafikonu 2010/2011 pravidelně nasazovány. Dlouhodobě odstavené zůstávají dva kusy, další dva přešly do depozitáře Železničního muzea Lužná u Rakovníka
WLAB822 byly dříve nasazovány převážně na nočních rychlících z Prahy na Slovensko, případně sezonně jako přímé vozy za běžnými vlaky do balkánských turistických lokalit jako je Varna, Burgas, Bar nebo Split. Dnes již nejsou nasazovány na žádné pravidelné ani sezonní vlaky.

## Přezdívka
Tyto vozy dostaly přezdívku dle kotlů, kterými jsou vybaveny. Řadě WLAB821 se přezdívá „Uhlák“ vozům WLAB822 zas „Nafťák“.